# Santa Llúcia de l'Arboç
Santa Llúcia de l'Arboç, abans Sant Nazari de la Ganga, és una ermita del municipi de la Bisbal d'Empordà, situada a la Serra dels Perduts, a les Gavarres, a uns dos quilòmetres del poble de Sant Pol. El temple actual es va construir l'any 1717, format per una sola nau amb capelles laterals i absis poligonal, reforçada amb contraforts. A la llinda de l'entrada hi ha un escut amb la creu de la Bisbal i dos ulls, símbols de Santa Llúcia. El campanar és de cadireta, amb esferes de ceràmica de la Bisbal. Al costat de l'ermita hi ha restes de la casa de l'ermità, habitada fins a mitjan segle xviii.
L'ermita es va construir sobre un edifici més antic conegut com a Sant Nazari de la Ganga, que ja existia l'any 891, tot i que des del 1367 consta el culte a Santa Llúcia, que seria el principal a partir del segle XV. Pels volts del 13 de desembre, festivitat de Santa Llúcia, s'hi celebra un aplec popular.
Actualment aquesta ermita està consagrada a Santa Llúcia i a Sant Baldiri. Al fondal hi ha la Font de Santa Llúcia.